# Antonín Václav Šourek

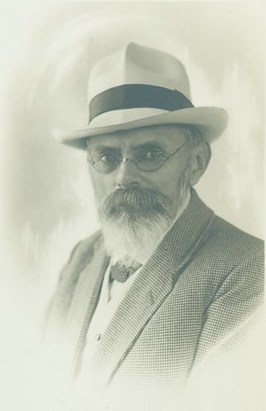
Antonín Šourek

Antonín Václav Šourek (auch Anton Václav Šourek geschrieben, bulgarisch Антон Вацлав Шоурек; * 3. Juni 1857 in Písek, Österreich-Ungarn; † 20. Februar 1926 in Sofia, Zarentum Bulgarien) war ein böhmischer Mathematiker, der als einer der Begründer der modernen Mathematik in Bulgarien bekannt ist. Er war Gründer der bulgarischen physikalisch-mathematischen Gesellschaft (1893) und ab 1909 Mitglied der böhmischen Gesellschaft der Wissenschaften. Von 1915 bis 1919 war er Sekretär der bulgarischen Militärattachés in Bern und Rom.

## Leben
Antonín Šourek machte 1876 seinen Abschluss an einer Realschule in südböhmischen Písek. Von 1876 bis 1878 studierte er an der TU Wien, wo er Vorlesungen über Mathematik, Physik und darstellende (deskriptiver) Geometrie besuchte. Er war ein Schüler von Emil Weyr. Anschließend ging Šourek an die Tschechische Technische Universität in Prag, wo er seine Kenntnisse in Mathematik, Physik und darstellender Geometrie vertiefte. Im Jahr 1880 bestand er die Prüfung für die Lehrbefähigung in Mathematik und darstellender (deskriptiver) Geometrie und ging in das kurz zuvor als Ergebnis des russisch-osmanischen Krieges (1878–1879) befreite Bulgarien. Um den Staatsaufbau und das Bildungswesen aufzubauen, wurden ausländische Spezialisten und Lehrer aus Böhmen, Kroatien und Russland berufen, damit verschiedene Lehrgegenstände und neue, vor allem österreichische, Lernmethoden in den neu eröffneten Schulen eingeführt werden konnten.
Dort wurde Šourek im September 1880 Mathematiklehrer an der Realschule in ostrumelischen Sliwen. Ein Jahr später wurde er von Sliwen nach Plowdiw versetzt, wo er am renommierten Männergymnasium Kyrill und Method lehrte. Von dort wechselte er 1890 an die Realschule in Sofia, wo er fast gleichzeitig zum Professor extraordinarius an der Universität Sofia (gegründet im Oktober 1888) ernannt wurde. Im Jahr 1893 trat er von der Realschule zurück und wechselte vollständig an die Universität Sofia, wo er 1898 zum Professor ordinarius ernannt wurde. In den Jahren 1893 bis 1902 hielt er neben seiner Tätigkeit als Professor an der Universität Sofia Vorlesungen über Darstellende Geometrie an einer Schule für Lehrerausbildung.
Šourek nahm an dem Internationalen Kongress der Mathematiker 1904 in Heidelberg als Redner teil und berichtete auch über das bulgarische Schulwesen und den Mathematikunterricht im Land. Ab 1893 wurde er außerdem Professor für darstellende Geometrie an der Militärakademie in Sofia, wo er neun Jahre lang lehrte. Von 1895 bis 1912 hielt er Vorlesungen über Perspektive an der Kunstakademie in Sofia. Im Jahr 1914 war er aufgrund seines schlechten Gesundheitszustands gezwungen, seine Professur an der Universität Sofia aufzugeben und nach Rom zu gehen, wo er als unbesoldeter Sekretär des Militärattachés arbeitete. Anfang 1916 ging Šourek nach Bern, wo er sich im Zuge des Ersten Weltkrieges um bulgarische Kriegsgefangene kümmerte. Nach dem Ende des Ersten Weltkriegs kehrte er auf Wunsch der Universitätsverwaltung an die Universität Sofia zurück und lehrte dort von 1921 bis zu seinem Tod im Jahr 1926.
Šourek schrieb bulgarische Lehrbücher über ebene Trigonometrie, feste Geometrie, analytische Geometrie, sphärische Trigonometrie und darstellende Geometrie. Er veröffentlichte seine bulgarischen mathematischen Vorlesungen über projektive Geometrie (1909), Differentialgeometrie (1911), analytische Geometrie (1912, 1914) und darstellende Geometrie (1914). Seine beiden vielleicht wichtigsten Übersetzungen ins Bulgarische sind Alois Strnads Geometrie pro vyšší třídy reálných gymnázií (bulgarischer Titel: Геометрия за висшите класове на реалните гимназии, deutsch etwa „Geometrie für die oberen Klassen der staatlichen Gymnasien“) und Emanuel Taftls Lehrbuch Algebra pro vyšší třídy středních škol (bulgarischer Titel: Алгебра за горните класове на гимназиалните училища, deutsch etwa „Algebra für die oberen Klassen der Gymnasien“).

„Antonin Šourek gilt auch als der Begründer der bulgarischen Terminologie in der deskriptiven Geometrie. Dank seiner guten Kenntnisse des Bulgarischen und anderer Sprachen (Tschechisch, Deutsch, Französisch, Italienisch), seiner profunden Kenntnis der Syntax, seiner engen Zusammenarbeit mit Philologen und vor allem seiner Kenntnis der deskriptiven Geometrie entwickelte er selbst ein sehr erfolgreiches System der wesentlichen Begriffe mit weitreichenden Möglichkeiten einer detaillierteren Entwicklung. Dank seiner Methode und seines Ansehens bei den Mitgliedern der bulgarischen Gesellschaft werden die meisten seiner Begriffe unverändert oder allenfalls mit kleinen Modifikationen aufgenommen.“

Antonín Šourek verstarb 1926 und wurde auf dem Sofioter Zentralfriedhof beigesetzt. Sein persönliches Archiv wird im Fonds 1969K des Zentralstaatsarchiv Bulgariens aufbewahrt. Es besteht aus 174 Archivalien aus dem Zeitraum 1752–1976.